# Organy w Lorris

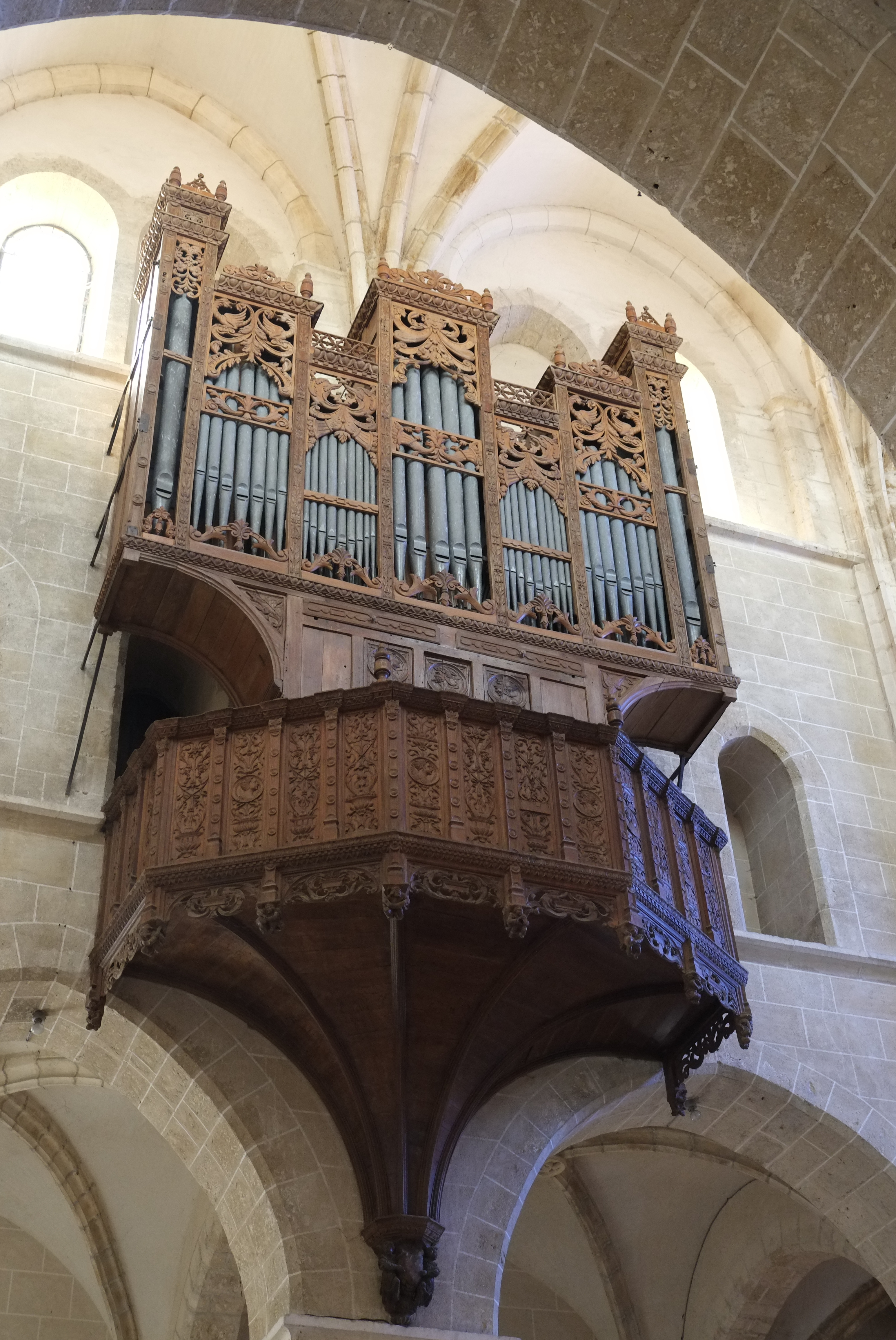

Organy w Lorris – 11-głosowe gotyckie organy piszczałkowe z mechaniczną trakturą w romańskim kościele w miejscowości Lorris we Francji. Jedne z najstarszych, wyposażonych w trakturę mechaniczną, grywalnych organów na świecie. Zbudowane 1501, za panowania Ludwika XII, przez nieznanego organmistrza. Kilkukrotnie rekonstruowane i renowowane. Ostatnia restauracja przeprowadzona przez organmistrza Jeana-Georgesa Koeniga w 1974 przywróciła je do stanu z 1501 (prospekt i piszczałki) i 1681 (traktura).

## Charakterystyka
Organy umieszczone są na balkonie (jaskółczym gnieździe), po prawej stronie nad arkadami za wejściem do nawy głównej. Wąski cokół prospektu wspiera trójwieżową szafę ogranową wykończoną snycerskimi akantami. Głowica, na której wsparte jest jaskółcze gniazdo, ozdobiona jest dwoma puttami trzymającymi herb z grawerunkiem monarchii francuskiej Fleur-de-lis. Stół gry z jednym 48-klawiszowym manuałem i jednym 14 klawiszowym pedałem wbudowany jest w cokół prospektu.

### Dyspozycja
Dyspozycja po renowacji z 1974:
| Manuał C,D-c3 | Pedał C,D-d0         |
| --- | -------------------- |
| Montre 8′ Bourdon 8′ Prestant 4′ Nazard 2 2/3′ Doublette 2′ Tierce 1 3/5′ Fourniture III Cymbale II Dessus de Cornet V Trompette 8′ Voix humaine 8′ | Sprzężony z manuałem |